# Monroe (Iowa)
Monroe es una ciudad ubicada en el condado de Jasper en el estado estadounidense de Iowa. En el Censo de 2010 tenía una población de 1830 habitantes y una densidad poblacional de 417,1 personas por km².

## Geografía
Monroe se encuentra ubicada en las coordenadas 41°31′8″N 93°6′14″O / 41.51889, -93.10389. Según la Oficina del Censo de los Estados Unidos, Monroe tiene una superficie total de 4.39 km², de la cual 4.39 km² corresponden a tierra firme y (0%) 0 km² es agua.

## Demografía
Según el censo de 2010, había 1830 personas residiendo en Monroe. La densidad de población era de 417,1 hab./km². De los 1830 habitantes, Monroe estaba compuesto por el 98.74% blancos, el 0.27% eran afroamericanos, el 0.11% eran amerindios, el 0.55% eran asiáticos, el 0% eran isleños del Pacífico, el 0.05% eran de otras razas y el 0.27% pertenecían a dos o más razas. Del total de la población el 0.6% eran hispanos o latinos de cualquier raza.